# Gare de Rivière-à-Pierre
La gare de Rivière-à-Pierre est située à Rivière-à-Pierre, une municipalité québécoise située dans la MRC de Portneuf. Elle est desservie par le train Le Saguenay de Via Rail Canada.

## Histoire
Une gare existe au village depuis environ 1880. Elle se trouve sur la ligne reliant autrefois Québec au Lac-Saint-Jean, donnant le nom au village de Rivière-à-Pierre-Station . La gare est fermée pour l’opération des trains de marchandises depuis le 30 mars 1989. 
Le village achètera le bâtiment au coût de 1$ de Via Rail (à condition qu'il resterait ouvert pour abriter les voyageurs par train)  en 2015 .
En 2012, la gare accueille environ 3000 passagers, cité comme raison de Via Rail de vouloir fermer la gare.